# Iryna Kurachkina
Iryna Kurachkina (født 17. juni 1994) er en hviderussisk bryder, der konkurrerer i fristil.
Hun repræsenterede Hviderusland ved sommer-OL 2020 i Tokyo , hvor hun tog sølv i 57 kg.